# Liste der Bürgermeister der Stadt Leipzig
Aus dem erblichen Amt des Schultheißen entwickelte sich zum Ende des 13. Jahrhunderts das Wahlamt des Bürgermeisters, der von den 12 Ratsmitgliedern Leipzigs bestimmt wurde. Die Ratsmitgliedschaft galt auf Lebenszeit, notwendige Nachwahlen fanden einmal im Jahr statt. Seit dem 14. Jahrhundert wechselten sich drei Räte mit je 12 Mitgliedern, die auch je einen Bürgermeister umfassten, in einem jährlichen Rhythmus ab. Das führte zu dem in der Tabelle gut erkennbaren 3-Jahresrhythmus der Amtszeiten vieler Bürgermeister. In der Tabelle sind jeweils die Jahre angegeben, in denen die „aktive“ Zeit begann (und bis ins nächste Jahr reichte). Zeitlich andersartige Wechsel aus verschiedenen Gründen blieben nicht aus. Grundprinzip war der jährliche Wechsel bis zur Staats- und Gemeindereform Sachsens von 1830/31.
Urkundlich erwähnt wurde das Amt des Bürgermeisters in Leipzig erstmals 1292. Seitdem sind 139 Namen für Träger dieses Amtes bekannt einschließlich derer, die ab dem 20. Dezember 1877 mit dem Erreichen des Großstadtstatus Leipzigs Oberbürgermeister waren.
Die Liste der Namen der Bürger- und Oberbürgermeister von Leipzig und ihrer Regierungszeiten ist aus nutzungstechnischen Gründen vom aktuellen Oberbürgermeister beginnend rückschreitend geordnet.
| Oberbürgermeister                                    | Amtszeit                                                                                    |
| ---------------------------------------------------- | ------------------------------------------------------------------------------------------- |
| Burkhard Jung (SPD)                                  | seit 29. März 2006, letzte Wiederwahl am 1. März 2020                                       |
| Andreas Müller (kommissarisch) (SPD)                 | 22. November 2005 – 28. März 2006                                                           |
| Wolfgang Tiefensee (SPD)                             | 1. Juli 1998 – 21. November 2005/29. März 2006                                              |
| Hinrich Lehmann-Grube (SPD)                          | 4. Juni 1990 – 1. Juli 1998                                                                 |
| Günter Hädrich (kommissarisch) (parteilos)           | 4. November 1989 – 4. Juni 1990                                                             |
| Bernd Seidel (SED)                                   | 20. Januar 1986 – 3. November 1989                                                          |
| Karl-Heinz Müller (SED)                              | 16. April 1970 – 20. Januar 1986                                                            |
| Walter Kresse (SED)                                  | 5. Dezember 1959 – 15. April 1970                                                           |
| Erich Uhlich (SED)                                   | 10. Oktober 1951 – 5. Dezember 1959                                                         |
| Max Ernst Opitz (SED)                                | 18. Mai 1949 – 5. Juni 1951                                                                 |
| Erich Zeigner (SPD/SED)                              | 16. Juli 1945 – 5. April 1949                                                               |
| Wilhelm Johannes Vierling (parteilos)                | 23. April 1945 – 16. Juli 1945                                                              |
| Alfred Freyberg (NSDAP)                              | 21. August 1939 – 18. April 1945                                                            |
| Rudolf Haake (kommissarisch) (NSDAP)                 | 11. Oktober 1938 – 20. August 1939                                                          |
| Walter Dönicke (NSDAP)                               | 12. Oktober 1937 – 11. Oktober 1938                                                         |
| Rudolf Haake (kommissarisch) (NSDAP)                 | 1. April 1937 – 11. Oktober 1937                                                            |
| Carl Friedrich Goerdeler (DNVP)                      | 23. Mai 1930 – 31. März 1937                                                                |
| Karl Rothe (DVP)                                     | 2. Januar 1918 – 4. April 1930                                                              |
| Rudolf Dittrich (NLP)                                | 14. Juli 1908 – 31. Dezember 1917                                                           |
| Carl Bruno Tröndlin (NLP)                            | 2. Oktober 1899 – 27. Mai 1908                                                              |
| Otto Robert Georgi (NLP)                             | 20. Dezember 1877 – 30. September 1899                                                      |
| Bürgermeister                                        | Amtszeit                                                                                    |
| Otto Robert Georgi                                   | 28. Oktober 1876 – 19. Dezember 1877                                                        |
| Carl Wilhelm Otto Koch                               | 30. Juni 1849 – 14. August 1876                                                             |
| Hermann Adolph Klinger                               | 19. April 1848 – 18. Mai 1849                                                               |
| Johann Carl Groß                                     | 2. März 1840 – 15. April 1848                                                               |
| Christian Adolf Deutrich                             | 1. April 1831 – 23. Dezember 1839                                                           |
| Carl Friedrich Schaarschmidt                         | 1. April 1831 – 13. September 1831 (Oberbürgermeister neben C. A. Deutrich, Rücktritt)      |
| Johann Conrad Sickel                                 | 1823, 1825, 1827 und 1829                                                                   |
| Friedrich Huldreich Carl Siegmann                    | 1813, 1815, 1817, 1819, 1821, 1824, 1826, 1828 und 1830                                     |
| Christian Gottlob Einert                             | 1802, 1804, 1806, 1808, 1810, 1812, 1814, 1816, 1818, 1820 und 1822                         |
| Heinrich Friedrich Innocentius Apel                  | 1801                                                                                        |
| Christian Gottfried Hermann                          | 1794, 1796, 1798, 1800, 1803, 1805, 1807, 1809 und 1811                                     |
| Adolph Christian Wendler                             | 1783, 1785, 1787, 1789, 1791 und 1793                                                       |
| Carl Wilhelm Müller                                  | 1778, 1781, 1784, 1786, 1788, 1790, 1792, 1795, 1797 und 1799                               |
| Carl Gottfried von Winckler                          | 1776 und 1779                                                                               |
| Christian Wilhelm Küstner                            | 1771, 1773, 1774, 1776, 1777, 1780 und 1782                                                 |
| Christian Gotthelf Gutschmid (Gutschneider)          | 1763                                                                                        |
| Rudolph August Schubart                              | 1761, 1764, 1766, 1768 und 1769                                                             |
| Jacob Heinrich Born                                  | 1759, 1762, 1765, 1767, 1770, 1772 und 1775                                                 |
| Carl Friedrich Trier                                 | 1758                                                                                        |
| Gottfried Wilhelm Küstner                            | 1749, 1752, 1755, 1757 und 1760                                                             |
| Christian Ludwig Stieglitz                           | 1741, 1744, 1747, 1750, 1753 und 1756                                                       |
| Jacob Born jun.                                      | 1729, 1733, 1736, 1739, 1742, 1745, 1746, 1748, 1751 und 1754                               |
| Adrian Steger jun.                                   | 1721, 1723, 1725, 1727, 1730, 1732, 1735, 1738 und 1741                                     |
| Gottfried Lange                                      | 1719, 1722, 1724, 1726, 1728, 1731, 1734, 1737, 1740 und 1743                               |
| Quirin Hartmann Schacher                             | 1713, 1715 und 1718                                                                         |
| Quintus Septimus Florens Rivinus                     | 1712                                                                                        |
| Gottfried Graeve                                     | 1709, 1712, 1714 und 1717                                                                   |
| Georg Winckler                                       | 1708 und 1711                                                                               |
| Abraham Christoph Platz                              | 1705, 1707, 1710, 1716 und 1720                                                             |
| Johann Alexander Christ                              | 1703, 1704 und 1706                                                                         |
| Franz Conrad Romanus                                 | 1701 und 1703                                                                               |
| Johann Friedrich Falkner                             | 1697, 1699, 1700 und 1702                                                                   |
| Adrian Steger                                        | 1686, 1689, 1692, 1694–1695 und 1698                                                        |
| Jacob Born der Ältere                                | 1679, 1682, 1685, 1688 und 1691                                                             |
| Paul Wagner                                          | 1663, 1666, 1669, 1672, 1675, 1678, 1681, 1684, 1687, 1690, 1693 und 1696                   |
| Christian Lorentz von Adlershelm                     | 1659, 1662, 1665, 1668, 1671, 1674, 1677, 1680 und 1683                                     |
| Christoph Pincker                                    | 1655, 1658, 1661, 1664, 1667, 1670, 1673 und 1676                                           |
| Jacob Metzer (Metzner)                               | 1650, 1653 und 1656                                                                         |
| Friedrich Kühlewein                                  | 1647, 1649, 1652, 1654, 1657 und 1660                                                       |
| Leonhard Herrmann                                    | 1646                                                                                        |
| Sigismund Finckelthaus                               | 1639 und 1642–1644                                                                          |
| Christian Eulenau                                    | 1638 und 1641                                                                               |
| Leonhard Schwendendörffer d. J.                      | 1637, 1640, 1645, 1648 und 1651                                                             |
| Johann Zabel                                         | 1636                                                                                        |
| Adam Herre                                           | 1630 und 1633                                                                               |
| Ernst Mossbach                                       | 1621, 1624, 1627, 1628, 1631 und 1634                                                       |
| Friedrich Meyer                                      | 1620, 1623, 1626, 1629, 1632 und 1635                                                       |
| Paul Calemberg                                       | 1615 und 1618                                                                               |
| Caspar Gräfe                                         | 1609                                                                                        |
| Leonard Oelhafen d. Ä.                               | 1606 und 1609                                                                               |
| Theodor Möstel                                       | 1604, 1607, 1610, 1613, 1616, 1619, 1622 und 1625                                           |
| Johann Seidel                                        | 1603                                                                                        |
| Johann Peilicke                                      | 1602, 1605, 1608, 1611, 1614, und 1617                                                      |
| Jacob Grube (Griebe)                                 | 1598 und 1601                                                                               |
| Daniel Schönherr                                     | 1597 und 1600                                                                               |
| Johann Münch (Mönch, Munch, Monachus, Münnich)       | 1596 und 1599                                                                               |
| Siegmund Badehorn                                    | 1594                                                                                        |
| Reinhard Bachofen                                    | 1588 und 1591                                                                               |
| Andreas Sieber                                       | 1584, 1587, 1590 und 1593                                                                   |
| Paul Franckenstein I.                                | 1579, 1582 und 1585                                                                         |
| Peter Buchner (Bucher)                               | 1578 und 1581                                                                               |
| Johann Wolfgang Peilicke                             | 1577, 1580, 1583, 1586, 1589, 1592, (1594) und 1595                                         |
| Hieronymus Rauscher d. J.                            | 1566, 1569, 1572 und 1574–1576                                                              |
| Leonhard Badehorn                                    | 1562, 1565, 1568 und 1571                                                                   |
| Nicolaus Volckmar II.                                | 1559                                                                                        |
| Modestinus Pistoris                                  | 1557, 1560 und 1563                                                                         |
| Hieronymus Lotter                                    | 1555/1556, 1558, 1561, 1564, 1567, 1570 und 1573                                            |
| Andreas Wanne                                        | 1548, 1551 und 1554                                                                         |
| Johann Schöffel (Scheffel, Schoffel)                 | 1547, 1550 und 1553                                                                         |
| Ludwig Fachs                                         | 1534, 1537, 1540, 1543, 1546, 1549 und 1552                                                 |
| Wolf(gang) Wiedemann (Wydemann, Widemann)            | 1527, 1530, 1533, 1536, 1539, 1542 und 1545                                                 |
| Egidius March                                        | 1520, 1523, 1526, 1529, 1532, 1535, 1538, 1541 und 1544                                     |
| Johann Lindemann                                     | 1514 und 1517                                                                               |
| Hans (Johann) von Leimbach (Limbach, Limpach)        | 1511                                                                                        |
| Benedict Beringershain (Welgerßhain)                 | 1509, 1512, 1515, 1518 und 1524                                                             |
| Thomas Schöbel                                       | (1502), 1505, (1508)                                                                        |
| Bartholomäus Abt                                     | 1501, 1504, 1506, 1507, 1508, 1510, 1513, 1516, 1519, 1521, 1522, 1525, 1527, 1528 und 1531 |
| Johann Wilde (Walde)                                 | 1483, 1484, 1489, 1492, 1495, 1498, 1500, 1502, 1503, (1506?)                               |
| Jacob Thümmel (Tommel)                               | 1473, 1476, 1479, 1482, 1485, 1488, 1491, 1494 und 1497                                     |
| Johannes Schober                                     | 1474, 1477 und 1480                                                                         |
| Ludwig Scheibe                                       | 1472, 1475, 1478, 1479, 1481, 1483, 1484, 1487, 1490, 1493, 1496 und 1499                   |
| Nicolaus Pistoris                                    | 1467 und 1470                                                                               |
| Hans Traupitz (Trupitz)                              | 1466 und 1469                                                                               |
| Hanns Stockhardt (Stokart)                           | 1465, 1468 und 1471                                                                         |
| Johann Meurer (Meyer, Sprottau, Sprottow, Mewrersch) | 1464                                                                                        |
| Reinhardt Straube (Steube, Goldsmyd)                 | 1452, 1455, 1458 und 1461                                                                   |
| Jacobus Meiseberg (genannt Stendal)                  | 1450, 1453, 1456, 1459 und 1462                                                             |
| Johann Seydenheffter (Sydenhefter)                   | 1449                                                                                        |
| Hanns Thümmel (Thommel, Tumel)                       | 1448, 1451, 1454, 1457, 1460 und 1463                                                       |
| Stephan Stuiß                                        | 1441, (1443), 1444, 1447, (1449)                                                            |
| Johann Wachau                                        | 1433, 1434, 1436, 1439, 1442 und 1445                                                       |
| Peter Ileburg (von Eilenburg)                        | (1423, 1425), 1431, 1434, 1437, 1443 und 1446                                               |
| Conrad Beer (Beyer, Becker, Berl)                    | 1423, 1426, 1432, 1435 und 1438                                                             |
| Hans Schreiber                                       | 1405                                                                                        |
| Nickel Staus (Stuez, Stuss)                          | 1398, 1409, 1418, (1423, 1427, 1430)                                                        |
| Ciriacus aus Pösna (von der Pezna, Pezzene)          | 1398                                                                                        |
| Johann Alber                                         | 1390, 1393, 1396 und 1399                                                                   |
| Heinrich Hunlebin                                    | 1386/87                                                                                     |
| Johann Hosang                                        | 1381 bis 1384                                                                               |
| Johann de Ileburg                                    | 1380                                                                                        |
| Henczel Gunther                                      | 1368                                                                                        |
| Johann Lindenau                                      | nach 1361                                                                                   |
| Titz de Sivertshain (Titzmann von der Muncz)         | zwischen 1361 und 1395                                                                      |
| Johann Stusius (Schuß)                               | 1359                                                                                        |
| Johannes Tammenheim                                  | zwischen 1349 und 1364                                                                      |
| Wernher von Halle                                    | zwischen 1349 und 1359                                                                      |
| Conradus                                             | praefectus et scultetus 1339 bis 1352                                                       |
| Johann von der Hayda                                 | 1345                                                                                        |
| Johann von Mockau                                    | 1336 bis 1342                                                                               |
| Theodoricus von der Neustadt                         | 1333                                                                                        |
| Johann von Lobenitz (Luybenicz)                      | 1335                                                                                        |
| Johannes Cine                                        | 1316                                                                                        |
| Rudolph de Beringershayn                             | 1311                                                                                        |
| Nicolaus de Grimmis                                  | 1309                                                                                        |
| Tilman von Walter                                    | 1307                                                                                        |
| Conradus Papa                                        | 1305                                                                                        |
| Johannes?                                            | 1304                                                                                        |
| Johann de Loebnitz (Lubenitz, Lubnizc, Löbnitz)      | 1295                                                                                        |
| Simon Scultetus de Wyda                              | Schultheiß 1294                                                                             |
| Martinus de Grimmis                                  | 1293 und 1294                                                                               |
| Johannes Wermann (Vurman, de Auriga)                 | 1292 und 1301                                                                               |
| Simon Ecstete (Ekstet)                               | (magister consulum) 1292                                                                    |
| Simon Scultetus                                      | Vater und Sohn (und Enkel?) zwischen 1279 und 1349                                          |
| Albertus                                             | Schultheiß 1250 bis vor 1275                                                                |
| Theodoricus Scultetus                                | Schultheiß 1254 und 1255                                                                    |
| Henricus Scultetus                                   | Schultheiß 1213 und 1230                                                                    |